# Phryne (krater)
För andra betydelser, se Phryne.
Phryne är en nedslagskrater med en diameter på 39 kilometer, på planeten Venus. Phryne har fått sitt namn efter den grekiska kvinnan Fryne.